# Il Cuore, La Voce
«Il Cuore, La Voce» (італ. «Серце, голос») — збірник пісень італійського співака та кіноактора Адріано Челентано, випущений у 2001 році під лейблом «Clan Celentano».

## Про збірник
До збірника увійшли пісні з репертуару Адріано Челентано 1960-х, 1970-х, 1980-х і 1990-х років.
Збірник випускався на CD і касетах. Також існує видання яке складалося з двох LP-платівок. У 2012 році лейбл «Universal» випустив ремастоване перевидання збірника.

## Трек-лист
| #       | Назва                                                                        | Автор слів                           | Автор музики                          | Тривалість |
| ------- | ---------------------------------------------------------------------------- | ------------------------------------ | ------------------------------------- | ---------- |
| 1.      | «Vivro' Per Lei» (I miei americani 2, 1986)                                  | Мікі Дель Прете                      | Джордж Буланджер, Джиммі Кеннеді      | 2:40       |
| 2.      | «Solo Da Un Quarto D'Ora» (Arrivano gli uomini, 1996)                        | Адріано Челентано                    | Адріано Челентано                     | 5:47       |
| 3.      | «E Voi Ballate» (Il ragazzo della via Gluck, 1966)                           | Нікола Салерно, Мікі Дель Прете      | Нелло Ч'янгеротті                     | 2:57       |
| 4.      | «Stai Lontana Da Me» (Non mi dir, 1965)                                      | Могол                                | Берт Бакарак, Боб Хіллард             | 2:33       |
| 5.      | «Letto Di Foglie» (Il re degli ignoranti, 1991)                              | Адріано Челентано                    | Даніеле Байма Бескет, Рональд Джексон | 5:41       |
| 6.      | «Sei Rimasta Sola» (Non mi dir, 1965)                                        | Мікі Дель Прете                      | Рікі Джанко                           | 2:24       |
| 7.      | «Una Storia Come Questa» (Er Piu' (Storia D'Amore E Di Coltello), 1971)      | Мікі Дель Прете                      | Мікі Дель Прете                       | 4:34       |
| 8.      | «L'Emozione Non Ha Voce» (Io non so parlar d'amore, 1999)                    | Могол                                | Джанні Белла                          | 4:33       |
| 9.      | «Manifesto» (Un po' artista un po' no, 1980)                                 | Мікі Дель Прете, Крістіано Мінеллоно | Тото Кутуньйо                         | 3:47       |
| 10.     | «Viola» (в альбомах не видавалася, вийшла як сингл в 1970 році)              | Мікі Дель Прете                      | Адріано Челентано                     | 3:51       |
| 11.     | «L'Ascensore» (I miei americani 2, 1986)                                     | Сальваторе Де Паскуале               | Мерл Тревіс                           | 2:43       |
| 12.     | «Soli» (Soli, 1979)                                                          | Крістіано Мінеллоно                  | Тото Кутуньйо                         | 4:10       |
| 13.     | «Storia D'Amore» (Le robe che ha detto Adriano, 1969)                        | Лучано Беретта, Мікі Дель Прете      | Адріано Челентано                     | 4:55       |
| 14.     | «Una Carezza In Un Pugno» (Azzurro/Una carezza in un pugno, 1968)            | Лучано Беретта, Мікі Дель Прете      | Джино Сантерколе                      | 2:58       |
| 15.     | «Amore No» (Soli, 1979)                                                      | Крістіано Мінеллоно                  | Тото Кутуньйо                         | 5:12       |
| 16.     | «Lirica D'Inverno» (Le robe che ha detto Adriano, 1969)                      | Лучано Беретта, Мікі Дель Прете      | Адріано Челентано                     | 3:51       |
| 17.     | «Torno A Settembre» (Arrivano gli uomini, 1996)                              | Коррадо Конті                        | Матео Паче                            | 5:03       |
| 18.     | «Stivali E Colbacco» (Soli, 1979)                                            | Мікі Дель Прете, Микола Бутровський  | Ерос Скіоріллі, Фіоренцо Батаччі      | 4:19       |
| 19.     | «Nessuno Mi Puo' Giudicare» (в альбомах не видавалася, написана в 1966 році) | Мікі Дель Прете                      | Адріано Челентано                     | 2:06       |
| 1:14:29 |                                                                              |                                      |                                       |            |

## Видання
| Назва                              | Лейбл                          | Маркування          | Країна | Рік  |
| ---------------------------------- | ------------------------------ | ------------------- | ------ | ---- |
| Il Cuore, La Voce (CD)             | Clan Celentano, Clan Celentano | CLN 20502, 5061272  | Італія | 2001 |
| Il Cuore, La Voce (2xLP, Pic)      | Clan Celentano                 | CLN 20501           | Італія | 2001 |
| Il Cuore, La Voce (CD, Unofficial) | ?                              | ?                   | Росія  | 2001 |
| Il Cuore, La Voce (Cass)           | Clan Celentano, Clan Celentano | CLN 2050 4, 5061274 | Італія | 2001 |
| Il Cuore, La Voce (CD, Unofficial) | Clan Celentano, Clan Celentano | CLN 20502, 5061272  | Росія  | 2002 |
| Il Cuore, La Voce (CD, RE)         | Universal                      | 3259130004786       | Європа | 2012 |